# Erich Bär (Astronom)
Erich Bär (* 7. Mai 1905 in Reichenbach/O.L.; † 10. Januar 1981 in Radeberg) war ein deutscher Elektroingenieur und Amateurastronom, Gründer und langjähriger Leiter der Volkssternwarte in Radeberg.

## Leben

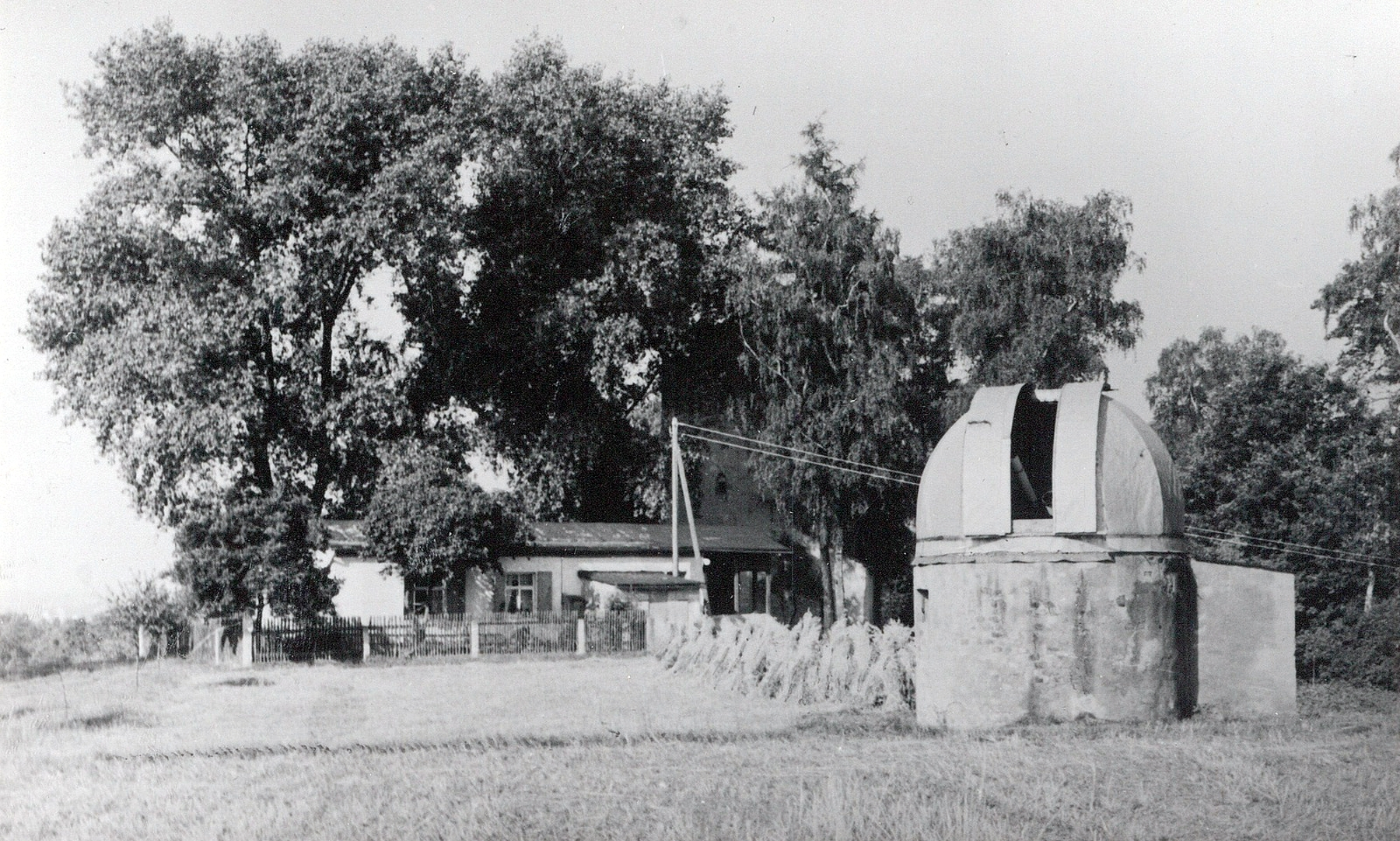
Die erste Sternwarte von Erich Bär am Felixturm Radeberg 1955. Nicht mehr existent.

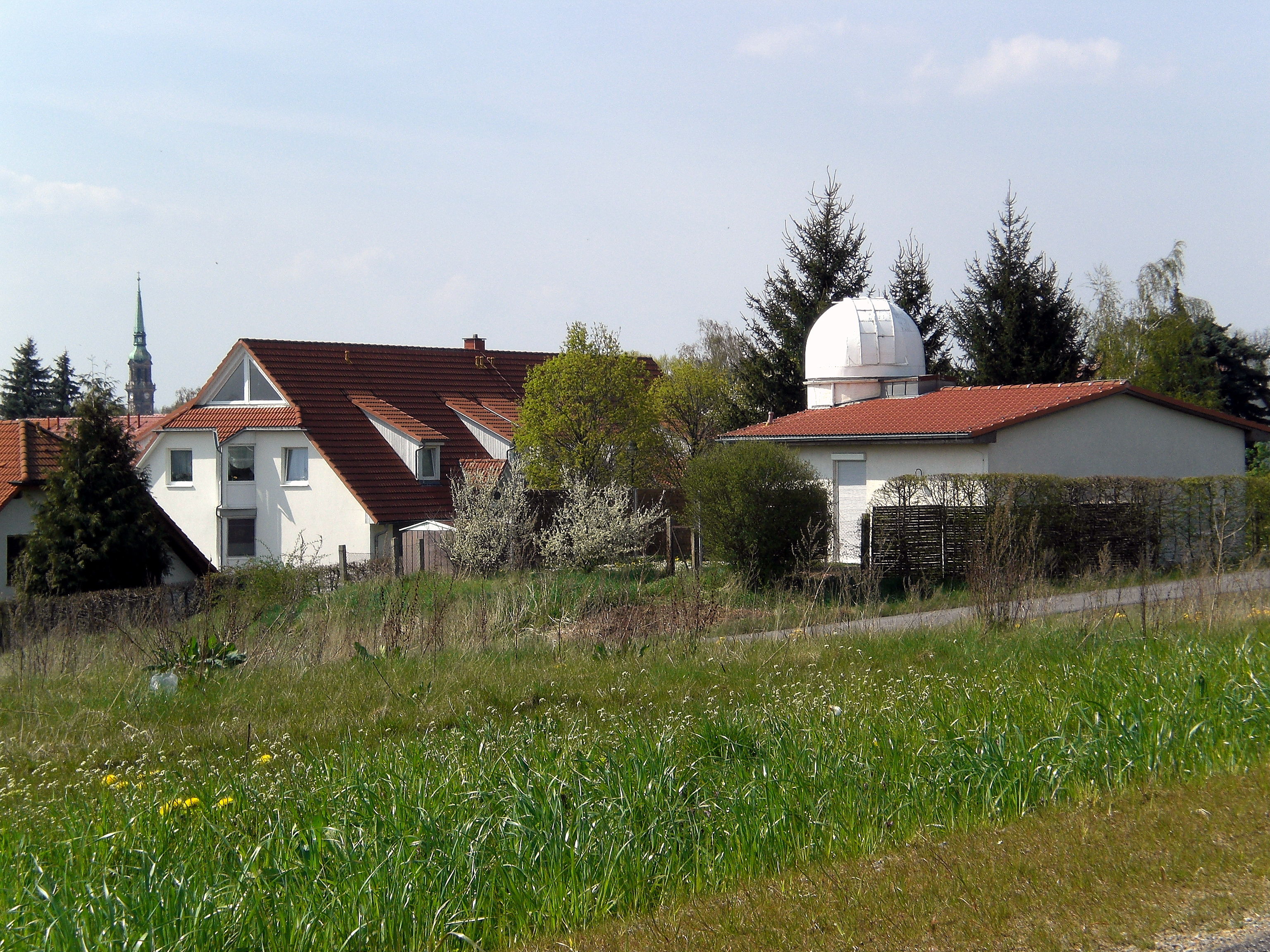
Die zweite, 1964 eröffnete Radeberger Sternwarte „Erich Bär“

Schon im 13. Lebensjahr wurde bei Erich Bär das Interesse für die Astronomie geweckt. Als Amateur-Astronom verschrieb er sich sein ganzes Leben lang der Wissenschaft von den Sternen, der Astronomie. Beruflich arbeitete Bär als Elektroingenieur im VEB RAFENA-Werke in Radeberg. Mit privaten Mitteln erbaute Bär mit Unterstützung von Mitgliedern der 1953 gebildeten Fachgruppe Astronomie im Kulturbund der DDR die erste Radeberger Sternwarte in unmittelbarer Nähe des Felixturmes auf dem Schafberg im Hüttertal zwischen Wallroda und Radeberg, die am 20. September 1953 eröffnet wurde. Auch die Instrumente waren Privatbesitz von Bär. Genutzt wurde diese Sternwarte vor allem für die Schulastronomie.
Beharrlich setzte er sich für den Bau einer größeren Einrichtung ein. Diese wurde nach dreijähriger Bauzeit am 6. Juni 1964 am Stadtrand von Radeberg eröffnet.
Bär veröffentlichte in der Monats-Zeitschrift Radeberger Kulturleben von September 1955 (Erste Ausgabe) bis Juli 1963 monatlich unter der Schriftenreihe „Blick zum Sternenhimmel“ die territorialen astronomischen Informationen zum Fixsternhimmel, zur Planetensichtbarkeit und zu aktuellen astronomischen Ereignissen.
Bis ins hohe Alter hinein befasste er sich mit dem Selbstbau von Teleskopen und mit der Berechnung von Planetenbahnen. Gern gab er sein Wissen und seine Erfahrung an die jüngere Generation weiter.

## Würdigung
In Würdigung seiner Verdienste wurde acht Jahre nach seinem Tod der Radeberger Volkssternwarte am 25. Oktober 1989 der Name „Erich Bär“ verliehen. 2014, im Jahr des 50-jährigen Jubiläums der Errichtung der jetzigen Sternwarte, wurde der von Martin Fiedler an der Volkssternwarte Adolph Diesterweg in Radebeul entdeckte Kleinplanet 2006 AJ8 mit dem Namen (319227) Erichbär benannt.

## Zitate
„Die Astronomie ist für mich nicht etwa ein Privathobby, sondern sie ist meine zweite Lebensaufgabe.“
„[...] dann muß ich mit großem Bedauern feststellen, daß von dieser Schule die Wichtigkeit der Astronomie stark unterschätzt wird.“